# Manuel Abbad Lasierra
Manuel Abad y Lasierra (ur. 24 grudnia 1729 w Estadilla, zm. 12 stycznia 1806 w Saragossie) – hiszpański duchowny rzymskokatolicki, pierwszy biskup Ibizy, benedyktyn, arcybiskup tytularny, pisarz. Brat biskupa Agustína Iñigo Abad Lasierra.

## Życiorys
Urodził się 24 grudnia 1729 w Estadilla jako syn Francisco i Maríe Teresa Lasierra, miał młodszego brata Agustína, także benedyktyna i biskupa.
Po studiach i wyświęceniu na prezbitera wstąpił do zakonu benedyktynów w klasztorze San Juan de la Peña. Podczas swoich badań w archiwach odkrył zapomniane przywileje nadane koronie Hiszpańskiej. W 1773 został mianowany członkiem Królewskiej Akademii Historycznej, której przewodniczący prokurator Pedro Ramón de Campomanes faworyzował Manuela. Został mianowany przeorem w Meià, której społeczności bardzo się przysłużył. Z biegiem czasu jego badania doprowadziły do przyjęcia go do Hiszpańskiej Akademii Królewskiej.
18 lipca 1783 został mianowany pierwszym biskupem Ibizy, sakrę otrzymał 17 sierpnia tego samego roku. Podczas swojego 4 letniego władania nowo powstałą diecezją utworzył kilkanaście parafii i zlecił budowę kilku kościołów. 
28 września 1787 został mianowany biskupem Astorgi, był kandydatem na nauczyciela następcy tronu jednak nie otrzymał nominacji. 9 kwietnia 1791 zrzekł się godności biskupa Astorgi, a rok później został mianowany arcybiskupem tytularnym Selymbria. Zmarł 12 stycznia 1806 w Saragossie.